# Ґувард
Ґувард (перс. گوورد) — село в Ірані, у дегестані Джіранде, у бахші Амарлу, шагрестані Рудбар остану Ґілян. За даними перепису 2006 року, його населення становило 160 осіб, що проживали у складі 35 сімей.

## Клімат
Середня річна температура становить 15,38°C, середня максимальна – 32,11°C, а середня мінімальна – -2,89°C. Середня річна кількість опадів – 465 мм.
| Клімат поселення                              | Клімат поселення | Клімат поселення | Клімат поселення | Клімат поселення | Клімат поселення | Клімат поселення | Клімат поселення | Клімат поселення | Клімат поселення | Клімат поселення | Клімат поселення | Клімат поселення | Клімат поселення |
| Показник                                      | Січ.             | Лют.             | Бер.             | Квіт.            | Трав.            | Черв.            | Лип.             | Серп.            | Вер.             | Жовт.            | Лист.            | Груд.            |                  |
| Середній максимум, °C                         | 13,14            | 13,83            | 15,60            | 22,08            | 26,42            | 31,90            | 32,11            | 31,22            | 26,95            | 21,87            | 16,49            | 10,91            |                  |
| Середня температура, °C                       | 5,14             | 5,81             | 7,59             | 14,05            | 18,41            | 23,89            | 27,12            | 26,24            | 21,98            | 16,90            | 11,52            | 5,93             |                  |
| Середній мінімум, °C                          | −2,89            | −2,19            | −0,42            | 6,05             | 10,40            | 15,87            | 22,14            | 21,25            | 16,98            | 11,91            | 6,53             | 0,94             |                  |
| Норма опадів, мм                              | 47               | 45               | 66               | 49               | 29               | 10               | 11               | 12               | 19               | 47               | 61               | 69               |                  |
| Середньомісячна швидкість вітру, м/с          | 1.79             | 2.43             | 2.99             | 3.20             | 2.90             | 2.92             | 3.08             | 2.94             | 2.49             | 2.36             | 1.81             | 1.82             |                  |
| Середньомісячна сонячна радіація, кДж/м²·день | 7795             | 10091            | 12431            | 16611            | 21018            | 24306            | 24769            | 21721            | 17896            | 12533            | 9424             | 7472             |                  |
| --------------------------------------------- | ---------------- | ---------------- | ---------------- | ---------------- | ---------------- | ---------------- | ---------------- | ---------------- | ---------------- | ---------------- | ---------------- | ---------------- | ---------------- |
| Джерело:                                      |                  |                  |                  |                  |                  |                  |                  |                  |                  |                  |                  |                  |                  |